# Инди Фьюэл
«Инди Фьюэл» (англ. Indy Fuel) — профессиональная хоккейная команда, играющая в Центральном дивизионе Западной конференции ECHL, основанная в 2014 году. Базируется в городе Фишерс, штат Индиана, США.
Свои домашние игры проводит на стадионе «Фишерс Ивент Центр». Они связаны с клубами «Чикаго Блэкхокс» из НХЛ и «Рокфорд Айсхогс» из АХЛ.

## История
С 2013 по 2024 год клуб базировался в Индианаполисе и проводил домашние игры в «Индиана Фармерс Колизеум» на Ярмарочной площади штата Индиана.
14 сентября 2022 года было объявлено, что «Фьюэл» переедет на новую арену «Фишерс Ивент Центр» на 8500 мест, которая будет построена в Фишерсе, штат Индиана, к сезону 2024–25.